# Маркес, Алекс
Алекс Маркес Алента (исп. Álex Márquez Alentá; род. 23 апреля 1996, Сервера, Каталония, Испания) — испанский мотогонщик, участник чемпионата мира по шоссейно-кольцевым мотогонкам в классе Мото3. Младший брат Марка Маркеса.
В истории мотогонок Гран-При братья ещё ни разу не выигрывали два чемпионата за один год. Братья Алекс и Марк Маркесы стали первыми, кому это удалось.

## Карьера
Профессиональная карьера Алекса началась в 2012 году. В свой первый сезон испанец выступал в 11 Гран-При на мотоцикле Suter Honda и заработал 27 очков.
В 2013 году Маркес перешёл в команду Estrella Galicia 0,0, которая тогда выступала на мотоцикле KTM. Было ясно, что он будет бороться за титул, но на тот момент ему ещё не хватало опыта, из-за чего молодой испанец слишком много ошибался.
По итогам чемпионата Алекс занял четвертую позицию, 5 раз поднявшись на подиум.
В 2014 году Estrella Galicia 0,0 не без доли риска перешла на мотоциклы компании Honda, для которой это был первый опыт выступления в младшем классе. Как оказалось позже, по результатам кубка конструкторов, риск оправдался: мотоциклы Honda ничуть не уступали KTM (у KTM и Honda одинаковое количество очков).
С самого начала Маркес показал, что готов бороться за титул. По сравнению с прошлым годом испанец стал выступать намного стабильнее, поднявшись на подиум 10 раз, что в два раз больше, чем в 2013.
Главным соперником Алекса был Джек Миллер, который взял инициативу на себя с первых гонок, но во второй половине сезона испанец собрался и вышел в чемпионате вперед.
Перед стартом последнего этапа 2014 года Маркеса и Миллера разделяли всего 11 очков. Чтобы сохранить лидирующую позицию в чемпионате, Алексу было необходимо финишировать не ниже третьей позиции. Он финишировал как раз на третьей позиции и завоевал титул чемпиона мира Moto3 2014 года.
В настоящее время выступает за команду Estrella Galicia 0,0 и (на 2 октября 2014 года) лидирует в чемпионате в классе Moto3.
1 сентября 2014 года было официально объявлено, что Алекс Маркес подписал 2-летний контракт с командой Marc VDS Racing, выступающей в классе Moto2.
9 ноября 2014 года завоевал титул чемпиона мира в классе Moto3

## Статистика выступлений
| Легенда к таблице |                                                 |
| --- | ----------------------------------------------- |
| В таблице перечислены результаты всех Гран-при чемпионата мира, во всех классах, в которых принимал участие гонщик. Строками таблицы являются сезоны, столбцами все гонки Гран-при чемпионата мира, производитель мотоциклов и команда. В клетках указаны сокращённое название Гран-при и результат, клетка дополнительно обозначена цветом. Расшифровка обозначений и цветов представлена в нижеследующей таблице. |                                                 |
| \| Пример \| Описание \| \| ------------ \| ----------------------------------------------- \| \| 1 \| Победитель \| \| 2 \| Второе место \| \| 3 \| Третье место \| \| \| Финишировал в очковой зоне \| \| \| Финишировал вне очковой зоны \| \| НКЛ \| Не классифицирован \| \| Сход \| Не финишировал \| \| НКВ \| Не прошёл квалификацию \| \| НПКВ \| Не прошёл предварительную квалификацию \| \| ДСК \| Дисквалифицирован \| \| ИСК \| Исключён из протокола соревнований \| \| НС \| Не стартовал в гонке \| \| Т \| Травмирован или болен \| \| ОТК \| Отказ от участия \| \| НТР \| Прибыл на соревнования, но на трассу не выезжал \| \| НПР \| Не прибыл к началу соревнований \| \| НД \| Недопущен до старта \| \| О \| Гонка отменена \| \| НУ \| Не участвовал \| \| Поул-позиция \| \| \| Быстрый круг \| \| |                                                 |
| Пример | Описание                                        |
| 1 | Победитель                                      |
| 2 | Второе место                                    |
| 3 | Третье место                                    |
| | Финишировал в очковой зоне                      |
| | Финишировал вне очковой зоны                    |
| НКЛ | Не классифицирован                              |
| Сход | Не финишировал                                  |
| НКВ | Не прошёл квалификацию                          |
| НПКВ | Не прошёл предварительную квалификацию          |
| ДСК | Дисквалифицирован                               |
| ИСК | Исключён из протокола соревнований              |
| НС | Не стартовал в гонке                            |
| Т | Травмирован или болен                           |
| ОТК | Отказ от участия                                |
| НТР | Прибыл на соревнования, но на трассу не выезжал |
| НПР | Не прибыл к началу соревнований                 |
| НД | Недопущен до старта                             |
| О | Гонка отменена                                  |
| НУ | Не участвовал                                   |
| Поул-позиция |                                                 |
| Быстрый круг |                                                 |

### По сезонам
| Сезон | Класс | Мотоцикл | Гонки | Победы | Подиумы | Поулы | Быстрые круги | Очки | Место | Победа в чемпионате |
| ----- | ----- | -------- | ----- | ------ | ------- | ----- | ------------- | ---- | ----- | ------------------- |
| 2012  | Moto3 | Honda    | 11    |        |         |       |               | 27   | 20    |                     |
| 2013  | Moto3 | KTM      | 17    |        |         |       |               | 213  | 4     |                     |
| 2014  | Moto3 | Honda    | 18    | 2      | 5       | 2     | 0             | 278  | 1st*  | 1                   |
| Всего |       |          |       |        |         |       |               |      |       |                     |